# Raffaela Wais

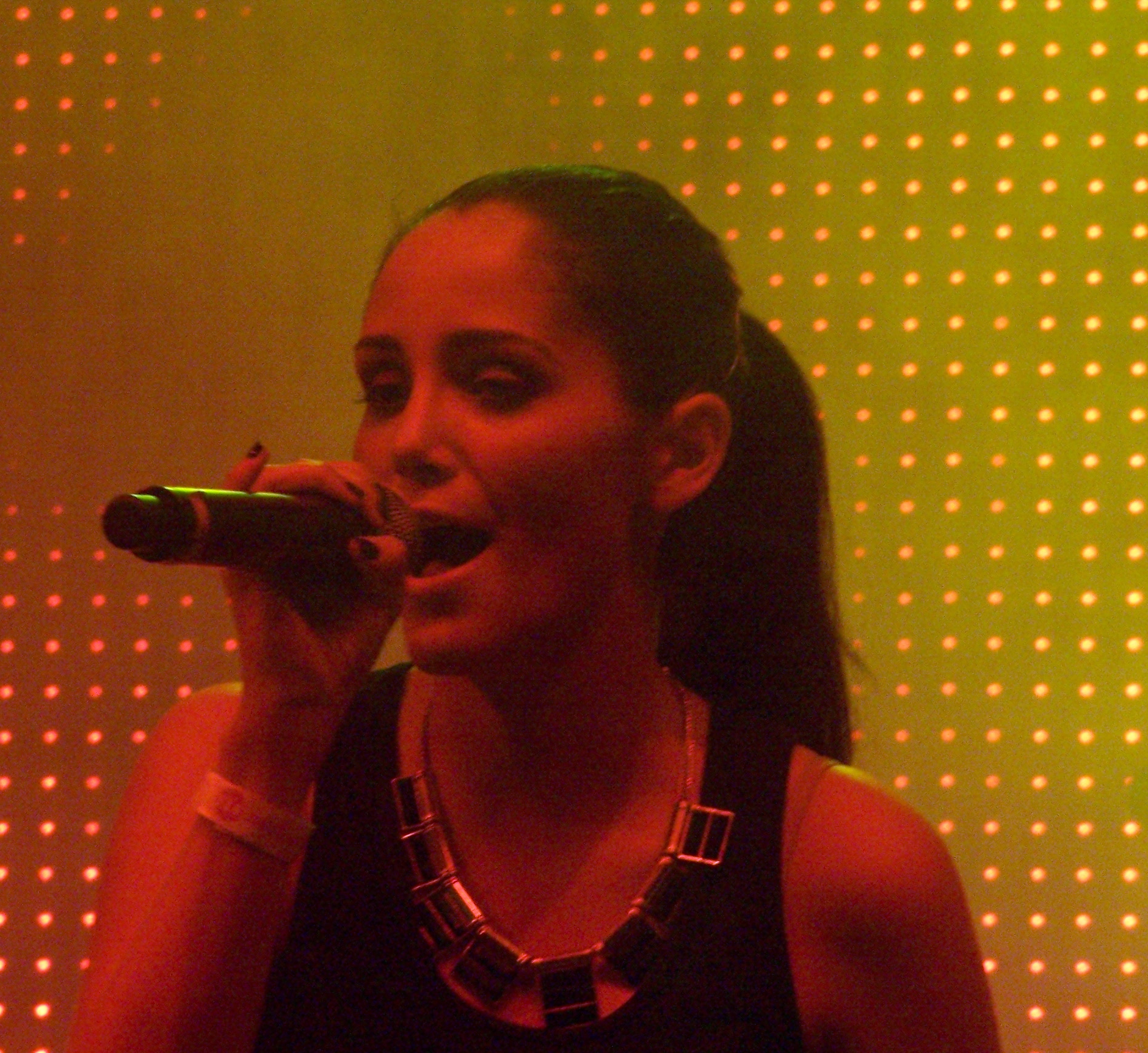
Raffaela Wais

Raffaela Wais (* 26. Mai 1989 in Berlin) ist eine deutsche Sängerin und Schauspielerin. Im Dezember 2011 wurde sie Zweite bei der deutschen Version der Musik-Castingshow X Factor.

## Werdegang
Die Vorfahren ihrer Mutter haben in Lettland gelebt und die ihres Vaters in der Ukraine. Wais wuchs in Berlin auf, besuchte die Grundschule an der Delbrückstraße, später das Jüdische Gymnasium. Als Mädchen wirkte sie drei Jahre im Kinderensemble Bim-Bam mit, später trat sie bei Veranstaltungen im jüdischen Gemeindehaus auf. Zusätzlich nahm sie privaten Gesangsunterricht. Nach dem Abitur nahm sie ein Studium der Betriebswirtschaftslehre auf. Am 3. März 2012 war Wais Jurorin bei der Jewrovision in München.

### 2011: X Factor
Von August bis Dezember 2011 war sie in der zweiten Staffel der deutschen Castingshow X Factor beim Privatsender VOX zu sehen. Mit Juror Das Bo als Mentor trat sie in der Kategorie der Solosänger 16 bis 24 Jahre an. Im Finale am 6. Dezember 2011 unterlag sie David Pfeffer. Ihr Finalsong Heaven Only Knows stieg auf Platz 41 der deutschen Charts ein.

### 2012: Going Crazy & This Is Me
Am 25. Mai 2012 veröffentlichte Wais ihre zweite Single Going Crazy. Der Song konnte sich auf Platz 2 der Mediamarkt-Charts platzieren. In den Mediacontrol-Charts stieg der Song auf Platz 73 ein. Für September 2012 wurde ein Album mit dem Titel "This Is Me" angekündigt. Die dritte Single Work on My Body wurde am 7. September 2012 veröffentlicht.

## Filmografie
- Prinzessin macht blau, ProSieben, Regie: Oliver Schmitz
- Die Liebenden, ZDF, Regie: Matti Geschonneck
- Verbotene Liebe (Folge 4447; als Location-Scout Lola Jones)

## Diskografie
- 2011: Heaven Only Knows
- 2012: Going Crazy
- 2012: Work On My Body